# Птолемей XIII
Вижте пояснителната страница за други личности с името Птолемей.
Птолемей XIII Теос Филопатор (Ptolemaios XIII, на гръцки: Πτολεμαῖος Θεός Φιλοπάτωρ, Ptolemaĩos Theós Philopátōr; * 61 г. пр.н.е., † 47 г. пр.н.е.) е най-старият син на Птолемей XII Авлет. Той е един от последните фараони на Древен Египет от династията на Птолемеите. Управлява от 51 г. пр.н.е. до 47 г. пр.н.е..
Птолемей XIII е по-малък брат на прочутата Клеопатра VII (69 – 30 г. пр.н.е.). Според завещанието на Птолемей XII той трябва да го последва на трона на Египет заедно с Клеопатра. 10-годишният Птолемей XIII и 18-годишната Клеопатра се женят и през 51 г. пр.н.е. двамата са провъзгласени за фарони на Египет.
Непълнолетния Птолемей XIII е под влиянието на евнуха Потин, който през есента на 49 г. пр.н.е. организира преврат и изгонва Клеопатра от Александрия. Тя отива със сестра си Арсиноя IV в Сирия през 48 г. пр.н.е. и продължават да се представят като законни владетелки на Египет.
През септември 48 г. пр.н.е. римският генерал Помпей Велики пристига в Египет. Когато става ясно че Помпей е загубил в гражданската война срещу Юлий Цезар, който го преследва, Потин нарежда да екзекутират Помпей и изпраща главата му на Цезар, очаквайки благоволението на победителя. Този постъпка обаче възмущава и разгневява Цезар. При него се намира Клеопатра, която става негова любовница и той решава династичния конфликт в нейна полза. Цезар повелява Клеопатра да продължи да управлява Египет заедно с Птолемей XIII, а евнуха Потин е екзекутиран.
Желаейки да отстрани Клеопатра от трона, младият Птолемей XIII се съюзява с другата си сестра Арсиноя IV и заедно с останалата им лоялна част от египетската армия обявяват война на Цезар и Клеопатра (декември 48 г. пр.н.е.). На 14 януари 47 г. пр.н.е. египетските сили загубват в битката против Гай Юлий Цезар близо до Мареотис – езерата до делтата на Нил. Птолемей XIII бяга, но корабът му потъва и той се удавя в Нил.